# Edikang ikong

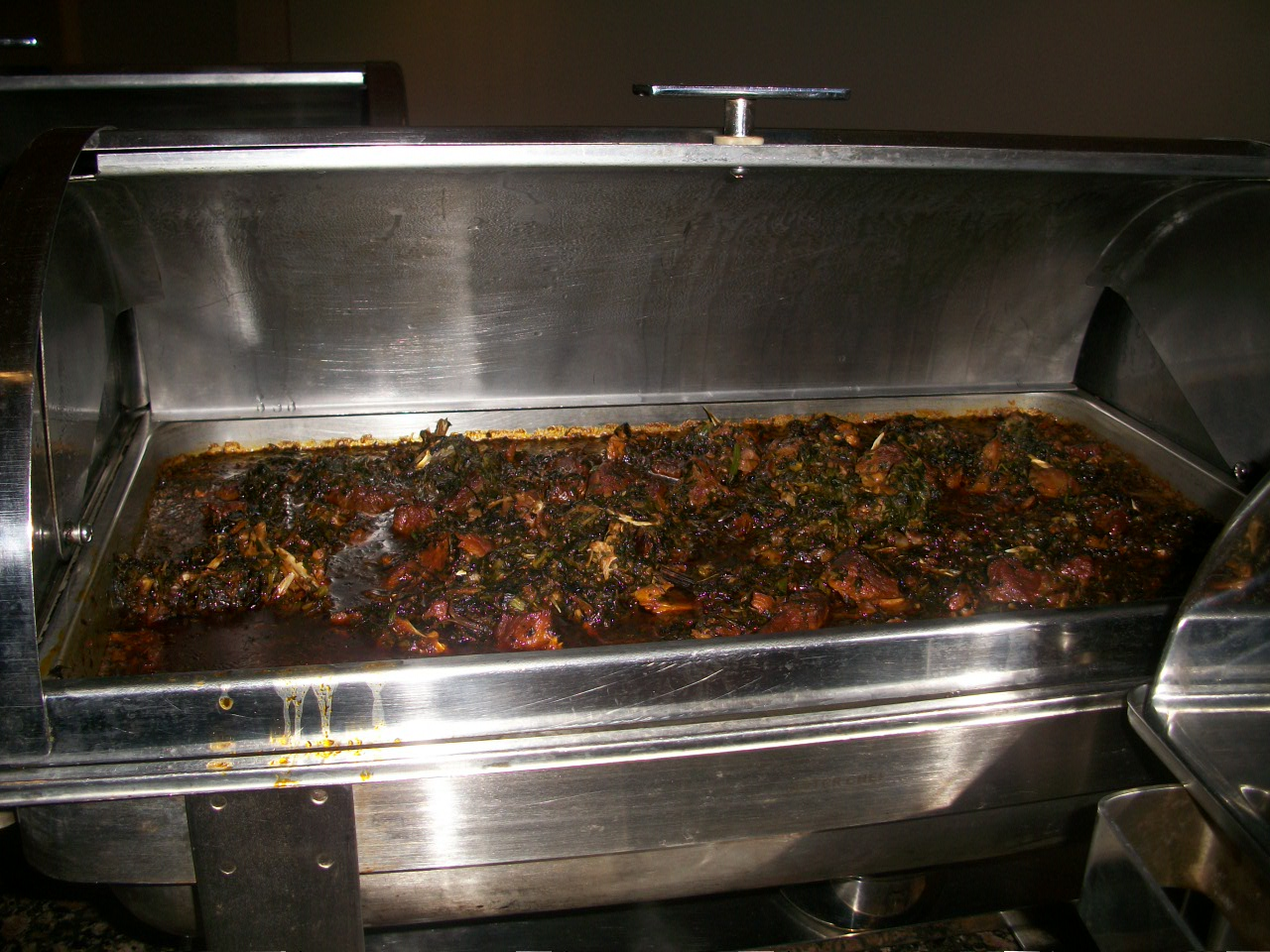
L’edikang ikong

L’edikang ikong est une soupe de la cuisine nigériane, généralement considérée comme issue de la cuisine traditionnelle des groupes efik et ibibio, dans le sud-est du pays. Elle est très populaire au Nigéria et largement consommée dans la partie méridionale du pays, en particulier à l'occasion de fêtes, dans la mesure où les ingrédients qui la composent sont relativement coûteux. On y trouve de la viande de bœuf, du poisson séché, de la viande de brousse, des écrevisses séchées et pilées, des tripes de bœuf (shaki), de la couenne de bœuf (kanda ou (k)pomo), des feuilles de citrouille, du pourpier tropical (Talinum triangulare, généralement appelée water leaf au Nigéria), de la courge cannelée (Telfairia occidentalis, ugu en igbo, ikong-ubong en efik), de l'oignon, des bigorneaux, de l'huile de palme, du sel et du piment.